# Bukanhatti, Sindhnur
Bukanhatti là một làng thuộc tehsil Sindhnur, huyện Raichur, bang Karnataka, Ấn Độ.